# Avo (sigaar)
De Avo is een Dominicaanse sigaar.

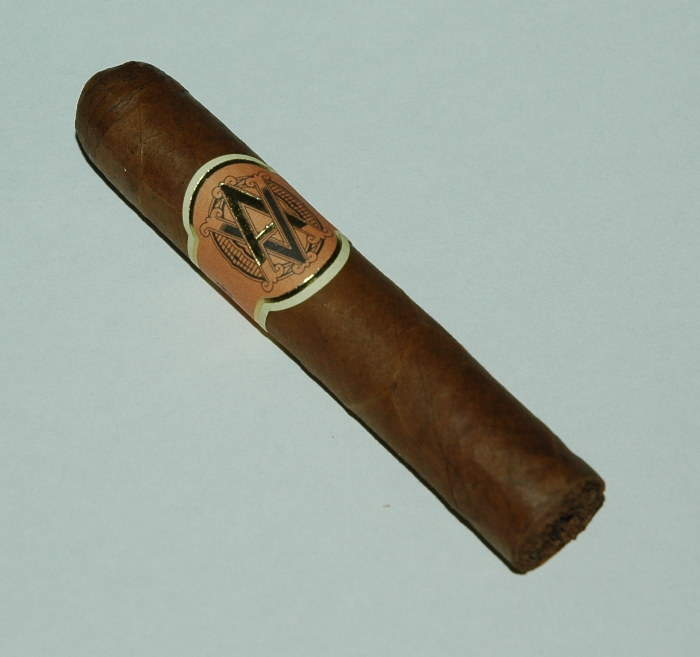
AVO-sigaar

De Avo is een uitvinding van ondernemer Avo Uvezian (1926-2017), ook uitvinder van het lied Strangers in the Night, die dit sigarenmerk in 1986 in het leven riep. In 1995 nam Davidoff het merk over over.
Het Avo-dekblad is van het Connecticut-type, en de tabak komt grotendeels uit Cuba. Avo bestaat in vele formaten en heeft een speciale reeks, de Avo XO. Avo is herkenbaar aan het oranjebruine bandje, met de letters A, V en O op ornamentele wijze door elkaar. De sigaar bestaat ook in een 
koker.
Avo heeft een pittige, halfzware smaak en wordt tot de betere sigaren gerekend.